# Colección de elementos de la tabla periódica

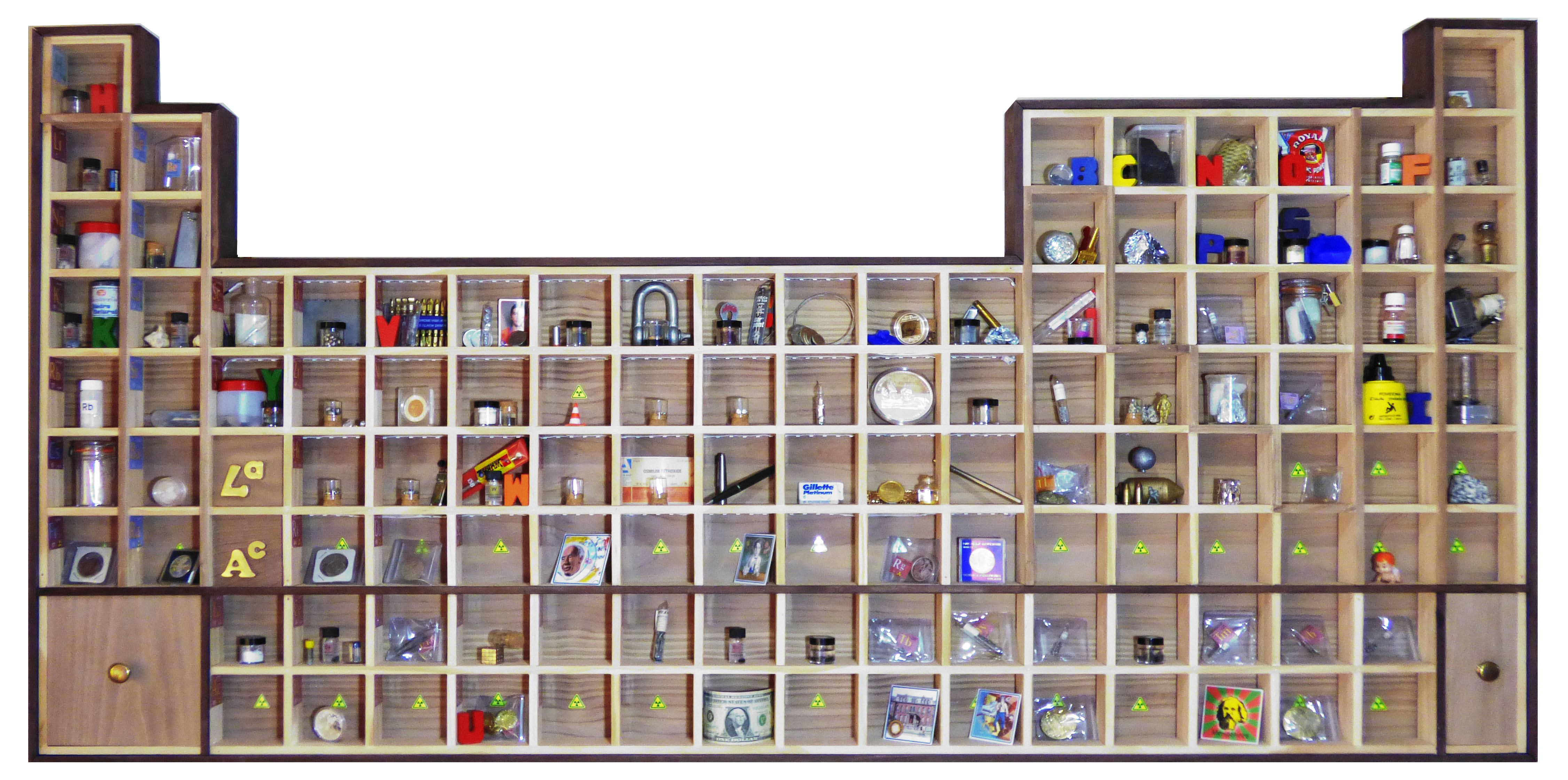
Una completa colección de elementos de la tabla periódica.

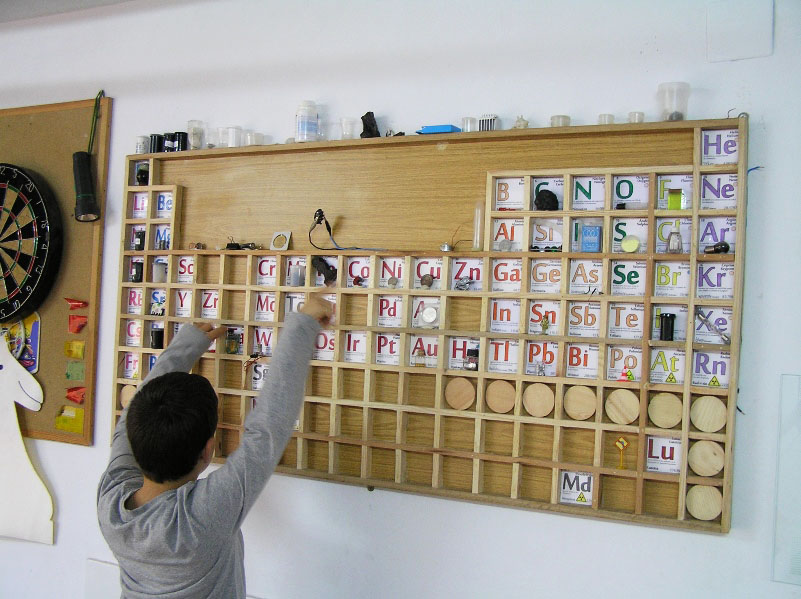
La colección de elementos químicos constituye una herramienta didáctica de primer orden.

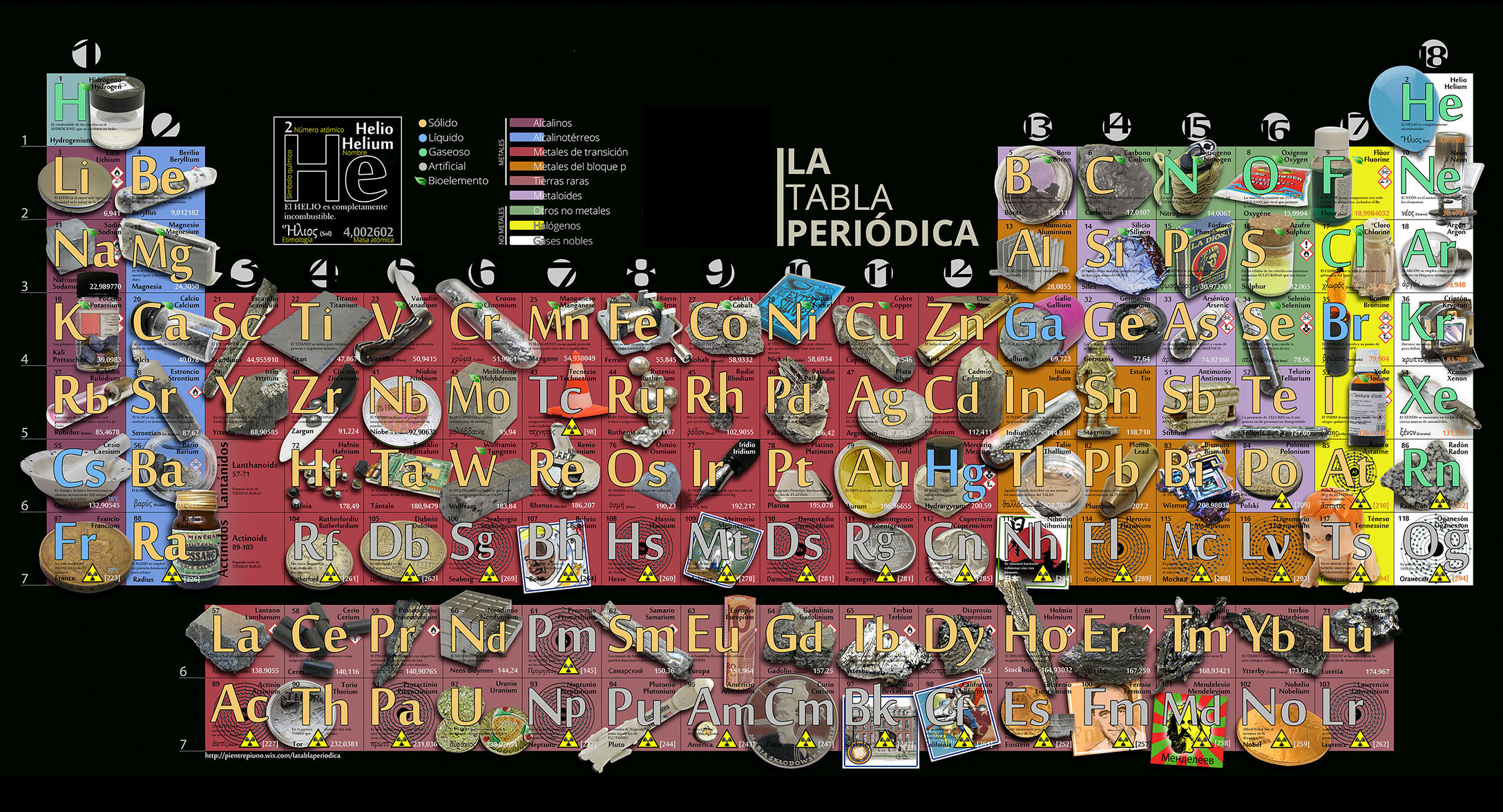
Tabla periódica diseñada con los ejemplares que representan los 118 elementos que la componen.

El coleccionismo de elementos de la tabla periódica es una afición que consiste en reunir muestras puras, ejemplares u objetos relacionados con los 118 elementos químicos descubiertos hasta el momento. La naturaleza de este coleccionismo requiere ciertos conocimientos previos y puede ser una herramienta didáctica. Los factores que han contribuido de manera decisiva a fomentar esta afición por la química han sido la abundante información disponible, la facilidad para proveerse de muestras y la difusión a través de la red de páginas especializadas que muestran cómo iniciar y enriquecer una colección. Oliver Sacks describe a la perfección la curiosidad que despierta la tabla periódica y sus elementos, lo que finalmente acaba determinando la vocación científica del autor. 

## Recolectar muestras
Si el interés del coleccionista es el de procurarse muestras variadas de gran pureza, en la red existe una buena oferta y proveedores de todo tipo. Con este sistema se consigue reunir no más de 86 elementos (tres de cada cuatro), aquellos que físicamente resultan accesibles para la venta. Es importante subrayar que se trata de productos potencialmente peligrosos, que pueden ser nocivos para la salud o para el entorno si no se manipulan correctamente. Este método exige tomar una serie de precauciones que es muy necesario tener en cuenta.
Otra forma de dotar la colección de ejemplares es la de identificar objetos que los contengan: el mercurio de un termómetro clínico y su funda de latón (Hg/Cu/Zn), el metal que alberga una dorada plomada de bronce (Pb/Cu/Sn),  el barril de un dardo de wolframio, el iridio de una pluma estilográfica, los lantánidos de una piedra de mechero (Ce/La/Nd/Dy...), el circonio de un cuchillo cerámico, el yodo de la yodopovidona, el litio de una batería eléctrica. Tanto la cultura como la tecnología se nos ofrecen a través de los materiales de los que están hechos. Los objetos evocadores invitan igualmente a los aficionados. En colecciones de este tipo se pueden encontrar un variado surtido de monedas, medallas, juguetes, fotografías, minerales, cromos, ilustraciones... Las conexiones entre elementos químicos y objetos surgen sin cesar, y no es difícil adaptar la vertiente más creativa y original a los requerimientos de una muestra que tenga una intención didáctica.
En el mercado existen una serie de proveedores especializados que facilitan muestras en pequeñas cantidades para satisfacer la demanda de los ávidos coleccionistas. A través de la web se obtiene una amplia variedad de productos que van desde los presentados dentro de viales etiquetados hasta las ampollas en atmósfera de argón o los metacrilatos, que evitan cualquier tipo de riesgo o contaminación. La mayoría de estos proveedores venden elementos químicos a través de sitios de subastas o de comercio electrónico. Los más accesibles y seguros a través de la red son Nova Elements , RGB Elements , Smart Elements , Metallium , Collect the Periodic Table y Luciteria. 
La recolección de elementos presenta una vertiente lúdica y otra educativa. Ciertos elementos son tóxicos y su manipulación requiere precauciones. Otros son bastante raros por lo que son difíciles de encontrar o son caros y relativamente inaccesibles. La posesión de cantidades abundantes de algunos elementos conlleva riesgos que conviene evaluar. El comercio de sustancias radiactivas está severamente regulado, aunque es posible disponer de ellos de las formas más diversas: como parte de la pintura luminiscente en las agujas del reloj antiguo (radio), en forma de botones radiactivos dentro de detectores iónicos de humos (americio), en objetos de vidrio decorado (uranio)... Por lo general, únicamente es posible reunir los elementos estables del hidrógeno al bismuto (excepto el tecnecio y el prometio), con las excepciones del torio y el uranio, tan solo ligeramente radiactivos (vida media muy larga). 